# Ibrahim Hashem
Ibrahim Hashem en árabe:إبراهيم هاشم (14 - 1886 de junio de 1958) fue un abogado jordano y político que ocupó varios altos cargos en virtud de los reyes Faisal I de Irak, Abdullah I de Jordania y Hussein I de Jordania:
- Primer ministro del Emirato de Transjordania de 18 de octubre de 1933 a 28 de septiembre de 1938
- Primer ministro del Emirato de Transjordania del 19 de mayo de 1945 a 25 de mayo de 1946
- Primer ministro del Reino Hachemita de Transjordania desde 25 de mayo de 1946 hasta 2 de abril de 1947
- Primer ministro del Reino Hachemita de Jordania a partir del 21 de diciembre de 1955-8 de enero de 1956
- Primer ministro del Reino Hachemita de Jordania a partir del 1 de julio de 1956 a 29 de octubre de 1956
- Primer ministro del Reino Hachemita de Jordania, del 24 de abril de 1957 a 18 de mayo de 1958

Hashem fue asesinado en 1958 en Bagdad. Trabajaba en la Federación Árabe recién establecida entre Jordania e Irak y estaba de viaje a Bagdad con el ministro de Defensa Suleiman Toukan y el ministro de Estado de Relaciones Exteriores Khlusi Al Khairi cuando fueron atacados por revolucionarios cerca del aeropuerto de Bagdad y Hashem y Toukan fueron asesinados.

## Vida y carrera
Hashem nació en Nablus, y se educó en Estambul. En 1915 se unió al ejército y el gobierno árabe en Damasco. Enseñó Derecho en la Universidad de Damasco y fue nombrado por Faisal I de Irak ante el Tribunal de Apelación. En 1920 se trasladó a Jordania tras la ocupación francesa de Siria.
En 1933 fue nombrado primer ministro, ministro de Justicia y jefe de la Corte Suprema de Transjordania.
En 1958 estaba trabajando en el sindicato recién creado entre Jordania e Irak y viajó a Bagdad con el ministro de Defensa Suleiman Toukan y ministro de Estado para Asuntos Exteriores de la Khlusi Al Khairi. Su partido fue atacado por los revolucionarios, cerca del aeropuerto de Bagdad, y Hashem y Toukan fueron asesinados.
Su sobrina Hanan fue la madre de la tercera esposa de Huséin I de Jordania, la reina Alia.